# Bekas - In viaggio per la felicità
Bekas è un film del 2012 diretto da Karzan Kader.
È girato in lingua curda; uscito nelle sale italiane nel 2015.

## Trama
Ambientato nel Kurdistan iracheno durante la guerra in Iraq degli anni '90 e sotto il regime di Saddam Hussein, Bekas (lett. "Orfani") narra la storia di Zana e Dana, due fratelli orfani che trascorrono le loro giornate lucidando scarpe e arrangiandosi come possono.
Il loro punto di riferimento è Baba Shalid, un anziano signore cieco che gestisce un negozio di radio usate, ma un giorno muore lasciando i due fratelli nello sconforto.
Dopo aver visto il film di Superman nel cinema locale, senza nessun parente e senza nessun legame, decidono di mettersi in marcia per raggiungere l'America e incontrare Superman. Prima provano con un trasportatore di clandestini vendendo quello che possono, ma non hanno fortuna, e poi con un asino che comprano con i pochi risparmi che hanno, che chiamano Michael Jackson.
Si incamminano verso questo luogo che immaginano ricco di luci e di grattacieli ma pensano che la distanza sia piccola in quanto, da una cartina, scambiano l'America con l'Europa.
Arrivati al confine pensano di passare tranquillamente con l'asino, non impiegano molto a capire che il passaggio non è facile con tanti militari e carri armati a sorvegliare.
Dopo varie vicissitudini tentano il passaggio clandestino saltando sui camion di merci ma le loro traversie non si fermano in quanto devono poi attraversare una zona minata. Alla fine si accorgono che, nonostante l'America, il loro legame è sempre più stretto.

## Riconoscimenti
Il film ha vinto il premio della giuria popolare al Dubai Film Festival del 2012.